# Manchester United F.C. mùa bóng 1930–31
Mùa giải 1929-30 là mùa giải thứ 35 của Manchester United F.C. ở The Football League.
Vào cuối mùa giải, United kết thúc ở vị trí cuối cùng ở giải Ngoại hạng và xuống Giải hạng hai, khi chỉ thắng 7 trận trong cả mùa giải và thua 12 trận đầu tiên. Trận đấu cuối cùng của mùa giải, một kết quả hòa 4-4 với Middlesbrough trên sân nhà với gần 4.000 khán giả theo dõi, đây được xem là cuộc đại khủng hoảng khi mất thêm nhiều khán giả hâm mộ.

## Giải bóng đá hạng nhất Anh
| Thời gian            | Đối thủ             | H/A | Tỷ số Bt-Bb | Cầu thủ ghi bàn                    | Số lượng khán giả |
| -------------------- | ------------------- | --- | ----------- | ---------------------------------- | ----------------- |
| 30 tháng 8 năm 1930  | Aston Villa         | H   | 3 – 4       | Reid, Rowley, Warburton            | 18,004            |
| 3 tháng 9 năm 1930   | Middlesbrough       | A   | 1 – 3       | Rowley                             | 15,712            |
| 6 tháng 9 năm 1930   | Chelsea             | A   | 2 – 6       | Reid, Spence                       | 68,648            |
| 10 tháng 9 năm 1930  | Huddersfield Town   | H   | 0 – 6       |                                    | 11,836            |
| 13 tháng 9 năm 1930  | Newcastle United    | H   | 4 – 7       | Reid (3), Rowley                   | 10,907            |
| 15 tháng 9 năm 1930  | Huddersfield Town   | A   | 0 – 3       |                                    | 14,028            |
| 20 tháng 9 năm 1930  | Sheffield Wednesday | A   | 0 – 3       |                                    | 18,705            |
| 27 tháng 9 năm 1930  | Grimsby Town        | H   | 0 – 2       |                                    | 14,695            |
| 4 tháng 10 năm 1930  | Manchester City     | A   | 1 – 4       | Spence                             | 41,757            |
| 11 tháng 10 năm 1930 | West Ham United     | A   | 1 – 5       | Reid                               | 20,003            |
| 18 tháng 10 năm 1930 | Arsenal             | H   | 1 – 2       | McLachlan                          | 23,406            |
| 25 tháng 10 năm 1930 | Portsmouth          | A   | 1 – 4       | Rowley                             | 19,262            |
| 1 tháng 11 năm 1930  | Birmingham          | H   | 2 – 0       | Gallimore, Rowley                  | 11,479            |
| 8 tháng 11 năm 1930  | Leicester City      | A   | 4 – 5       | Bullock (3), McLachlan             | 17,466            |
| 15 tháng 11 năm 1930 | Blackpool           | H   | 0 – 0       |                                    | 14,765            |
| 22 tháng 11 năm 1930 | Sheffield United    | A   | 1 – 3       | Gallimore                          | 12,698            |
| 29 tháng 11 năm 1930 | Sunderland          | H   | 1 – 1       | Gallimore                          | 10,971            |
| 6 tháng 12 năm 1930  | Blackburn Rovers    | A   | 1 – 4       | Rowley                             | 10,802            |
| 13 tháng 12 năm 1930 | Derby County        | H   | 2 – 1       | Reid, Spence                       | 9,701             |
| 20 tháng 12 năm 1930 | Leeds United        | A   | 0 – 5       |                                    | 11,282            |
| 25 tháng 12 năm 1930 | Bolton Wanderers    | A   | 1 – 3       | Reid                               | 22,662            |
| 26 tháng 12 năm 1930 | Bolton Wanderers    | H   | 1 – 1       | Reid                               | 12,741            |
| 27 tháng 12 năm 1930 | Aston Villa         | A   | 0 – 7       |                                    | 32,505            |
| 1 tháng 1 năm 1931   | Leeds United        | H   | 0 – 0       |                                    | 9,875             |
| 3 tháng 1 năm 1931   | Chelsea             | H   | 1 – 0       | Warburton                          | 8,966             |
| 17 tháng 1 năm 1931  | Newcastle United    | A   | 3 – 4       | Warburton (2), Reid                | 24,835            |
| 28 tháng 1 năm 1931  | Sheffield Wednesday | H   | 4 – 1       | Hopkinson, Reid, Spence, Warburton | 6,077             |
| 31 tháng 1 năm 1931  | Grimsby Town        | A   | 1 – 2       | Reid                               | 9,305             |
| 7 tháng 2 năm 1931   | Manchester City     | H   | 1 – 3       | Spence                             | 39,876            |
| 14 tháng 2 năm 1931  | West Ham United     | H   | 1 – 0       | Gallimore                          | 9,745             |
| 21 tháng 2 năm 1931  | Arsenal             | A   | 1 – 4       | Thomson                            | 41,510            |
| 7 tháng 3 năm 1931   | Birmingham          | A   | 0 – 0       |                                    | 17,678            |
| 16 tháng 3 năm 1931  | Portsmouth          | H   | 0 – 1       |                                    | 4,808             |
| 21 tháng 3 năm 1931  | Blackpool           | A   | 1 – 5       | Hopkinson                          | 13,162            |
| 25 tháng 3 năm 1931  | Leicester City      | H   | 0 – 0       |                                    | 3,679             |
| 28 tháng 3 năm 1931  | Sheffield United    | H   | 1 – 2       | Hopkinson                          | 5,420             |
| 3 tháng 4 năm 1931   | Liverpool           | A   | 1 – 1       | Wilson                             | 27,782            |
| 4 tháng 4 năm 1931   | Sunderland          | A   | 2 – 1       | Hopkinson, Reid                    | 13,590            |
| 6 tháng 4 năm 1931   | Liverpool           | H   | 4 – 1       | Reid (2), McLenahan, Rowley        | 8,058             |
| 11 tháng 4 năm 1931  | Blackburn Rovers    | H   | 0 – 1       |                                    | 6,414             |
| 18 tháng 4 năm 1931  | Derby County        | A   | 1 – 6       | Spence                             | 6,610             |
| 2 tháng 5 năm 1931   | Middlesbrough       | H   | 4 – 4       | Reid (2), Bennion, Gallimore       | 3,969             |

| #  | Câu lạc bộ        | Tr | T  | H  | B  | Bt | Bb  | Hs  | Điểm |
| -- | ----------------- | -- | -- | -- | -- | -- | --- | --- | ---- |
| 20 | Blackpool         | 42 | 11 | 10 | 21 | 71 | 125 | –54 | 32   |
| 21 | Leeds United      | 42 | 12 | 6  | 23 | 68 | 81  | –13 | 31   |
| 22 | Manchester United | 42 | 7  | 8  | 27 | 53 | 115 | –62 | 22   |

## FA Cup
| Thời gian                | Vòng đấu             | Đối thủ      | H/A | Tỷ số Bt-Bb | Cầu thủ ghi bàn                  | Số lượng khán giả |
| ------------------------ | -------------------- | ------------ | --- | ----------- | -------------------------------- | ----------------- |
| 10 tháng 1 năm 1931      | Vòng 3               | Stoke City   | A   | 3 – 3       | Reid (3)                         | 23,415            |
| ngày 14 tháng 1 năm 1931 | Vòng 3 Đấu lại       | Stoke City   | H   | 0 – 0       |                                  | 22,013            |
| 19 tháng 1 năm 1931      | Vòng 3 Đấu lại lần 2 | Stoke City   | N   | 4 – 2       | Hopkinson (2), Gallimore, Spence | 11,788            |
| 24 tháng 1 năm 1931      | Vòng 4               | Grimsby Town | A   | 0 – 1       |                                  | 15,000            |

## Thống kê cầu thủ
| Vị trí | Tên cầu thủ       | League | League       | FA Cup | FA Cup       | Tổng cộng | Tổng cộng    |
| Vị trí | Tên cầu thủ       | Trận   | Số bàn thắng | Trận   | Số bàn thắng | Trận      | Số bàn thắng |
| ------ | ----------------- | ------ | ------------ | ------ | ------------ | --------- | ------------ |
| GK     | Arthur Chesters   | 4      | 0            | 0      | 0            | 4         | 0            |
| GK     | Alf Steward       | 38     | 0            | 4      | 0            | 42        | 0            |
| FB     | Thomas Jones      | 5      | 0            | 0      | 0            | 5         | 0            |
| FB     | Jack Mellor       | 35     | 0            | 4      | 0            | 39        | 0            |
| FB     | Jack Silcock      | 25     | 0            | 0      | 0            | 25        | 0            |
| HB     | Ray Bennion       | 36     | 1            | 4      | 0            | 40        | 1            |
| HB     | Bill Dale         | 22     | 0            | 4      | 0            | 26        | 0            |
| HB     | Lal Hilditch      | 25     | 0            | 4      | 0            | 29        | 0            |
| HB     | George Lydon      | 1      | 0            | 0      | 0            | 1         | 0            |
| HB     | Hugh McLenahan    | 21     | 1            | 0      | 0            | 21        | 1            |
| HB     | Thomas Parker     | 9      | 0            | 0      | 0            | 9         | 0            |
| HB     | Frank Williams    | 3      | 0            | 0      | 0            | 3         | 0            |
| HB     | Jack Wilson       | 20     | 1            | 2      | 0            | 22        | 1            |
| FW     | Jimmy Bullock     | 10     | 3            | 0      | 0            | 10        | 3            |
| FW     | Stanley Gallimore | 28     | 5            | 4      | 1            | 32        | 6            |
| FW     | Samuel Hopkinson  | 17     | 4            | 2      | 2            | 19        | 6            |
| FW     | George McLachlan  | 42     | 2            | 4      | 0            | 46        | 2            |
| FW     | Charlie Ramsden   | 7      | 0            | 2      | 0            | 9         | 0            |
| FW     | Thomas Reid       | 30     | 17           | 3      | 3            | 33        | 20           |
| FW     | Harry Rowley      | 29     | 7            | 0      | 0            | 29        | 7            |
| FW     | Joe Spence        | 35     | 6            | 2      | 1            | 37        | 7            |
| FW     | Arthur Thomson    | 2      | 1            | 1      | 0            | 3         | 1            |
| FW     | Arthur Warburton  | 18     | 5            | 4      | 0            | 22        | 5            |